# 嘉兴经济技术开发区
嘉兴经济技术开发区是位于浙江省嘉兴市的国家级经济技术开发区。

## 简介
开发区成立于1992年8月。1993年10月，总投资250万美元的嘉兴宜泰鞋业有限公司入驻该区，成为第一家规模投资企业。2010年3月升级为国家级开发区。
嘉兴国际商务区成立于2010年1月，占地40平方公里，与嘉兴经济技术开发区合署办公。全区规划面积110平方公里，托管城南、嘉北、塘汇、长水四个街道，人口22万多人。
目前已形成了汽车零部件、电子信息、精密机械、高档纺织、高档食品这五大制造业主导产业。2011年全区实现生产总值121.97亿元。

## 区域布局
- 西部先进制造业功能区，面积5.37平方公里，东起乍嘉苏高速公路，西至洪合镇大桥村委会西侧，南至桐乡大道，北临杭州塘。重点产业有生物医药业、高端食品加工业、电子信息业、装备制造业、汽车摩托车业、清洁能源设备制造业和航空产业；
- 西南工业新区，面积9平方公里，位于开发区南部，距市中心6公里。主要发展电子信息、精密机械、汽车零部件、食品加工等产业；
- 北部工业功能区，主要引进低能耗、低排放的新兴产业；
- 嘉兴国际商务区，面积40平方公里，东至东三环，南至沪杭高速公路，西至沪昆铁路，北至中环南路。有总部经济、商务会展、教育培训、交通枢纽、生态居住五大功能；
- 创意创新软件园，面积3.23平方公里，东南到嘉杭路、西到三环西路、北到桐乡大道。包括创意江南产业区（卡通、动漫、游戏）和软件信息产业区；
- 姚家荡综合区，面积10.55平方公里，依托汽车客运中心和姚家荡公园，发展办公、银行、大型商业等业态及生活住宅区；
- 运河新区，面积2.3平方公里，位于开发区中部，距市中心3公里。主要建设大嘉兴城市会所、CBD和现代服务业。[4]
- 高校园区，面积5平方公里，位于开发区西南部，距市中心3公里，有嘉兴学院等院校。[5]

## 著名公司
- 东海橡塑(嘉兴)有限公司，2003年9月成立的日资企业，区内首家世界500强企业投资项目[2]。
- 台升国际集团
- 住友电工集团
- 伊藤忠商事
- 三菱商事
- JFE钢铁
- 德国麦德龙[6]
- 美国玛氏
- 雅培
- 阿里巴巴
- 中安[2]

## 交通
沪杭高铁于2010年10月开通，嘉兴南站18分钟就能到达上海和杭州。